# خوسيه فييرا فيلهو
خوسيه فييرا فيلهو هو لاعب كرة قدم برازيلي في مركز الهجوم، ولد في 1 يوليو 1992 في Morro Agudo ‏ في البرازيل. لعب مع Associação Atlética Internacional (Bebedouro) ‏.

## وصلات خارجية
- خوسيه فييرا فيلهو على موقع قاعدة بيانات كرة القدم.إي يو (الإنجليزية)
- خوسيه فييرا فيلهو على موقع Soccerway.com (الإنجليزية)